# Fragua (taller)

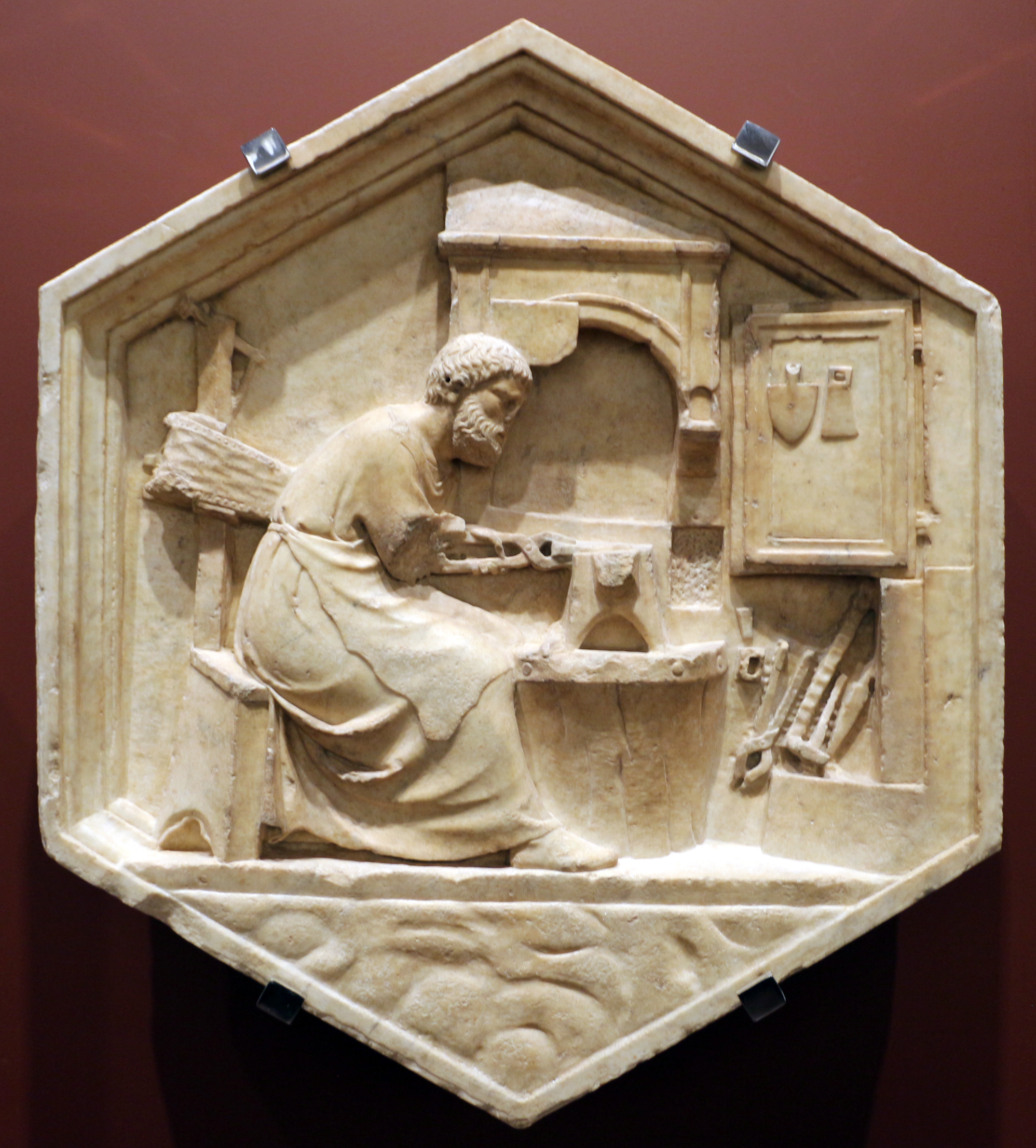
Fragua medieval

La fragua es el taller del herrero, el lugar donde se calienta y se trabaja el metal empleando el arte de la forja, para deformarlo, en caliente o en frío, mediante la utilización de una herramienta de impacto (martillo, martinete, martillo-pilón) y de un apoyo (yunque, matriz, etc..). Recibían especialmente el nombre de fragua aquellos lugares donde se obtenía y se trabajaba el hierro por reducción directa del tipo de hierro. También designa el fogón donde se calientan los metales para forjarlos.

## Etimología
La palabra fragua proviene del latín fabrica tras pasar por una serie de cambios fonéticos, y conservando el significado de «fábrica». «Fraguar» se usa como verbo tanto en el sentido directo de forjar un metal, como en el figurado de concebir una idea o plan.

## Trabajos llevados a cabo en la fragua
Los trabajos más comunes que se hacían a una fragua eran:
- Dirigir o allanar piezas deformadas.
- Estirar piezas: a partir de un material de ciertas dimensiones, este es adelgazado a golpes.
- Remachar: consiste en hacer cabezas en la punta de objetos o en unir piezas por medio de remaches.
- Agujerear: hacer agujeros de medidas considerables, con ayuda de punzones o moldes simples.
- Doblar: conformar una pieza en ángulo.
- Curvar: convertir una pieza recta, en una curva. Por ejemplo una herradura de caballo.
- Soldar: antiguamente, para soldar dos piezas, se calentaban juntas hasta temperaturas suficientemente altas para que volvieran el metal pastoso. Se juntaban sobre el yunque y se golpeaban suavemente hasta que quedaban soldadas.

## Principio y organización
Una fragua artesanal comporta un hogar de fuego utilizado para traer el metal (generalmente hierro o acero) a una temperatura a la cual acontece maleable (cuando es rojo) o bien a una temperatura donde el endurecimiento cesa de aumentar.

El calor para calentar se obtiene por combustión de un combustible (carbón, gas, aceites) y de un comburente. La fragua tiene que estar dotada de un sistema de insuflación de aire (como la trompa de agua de la fragua catalana) o de un fuelle accionado manualmente (en las fraguas primitivas). Existen igualmente pequeñas fraguas de inducción eléctrica.

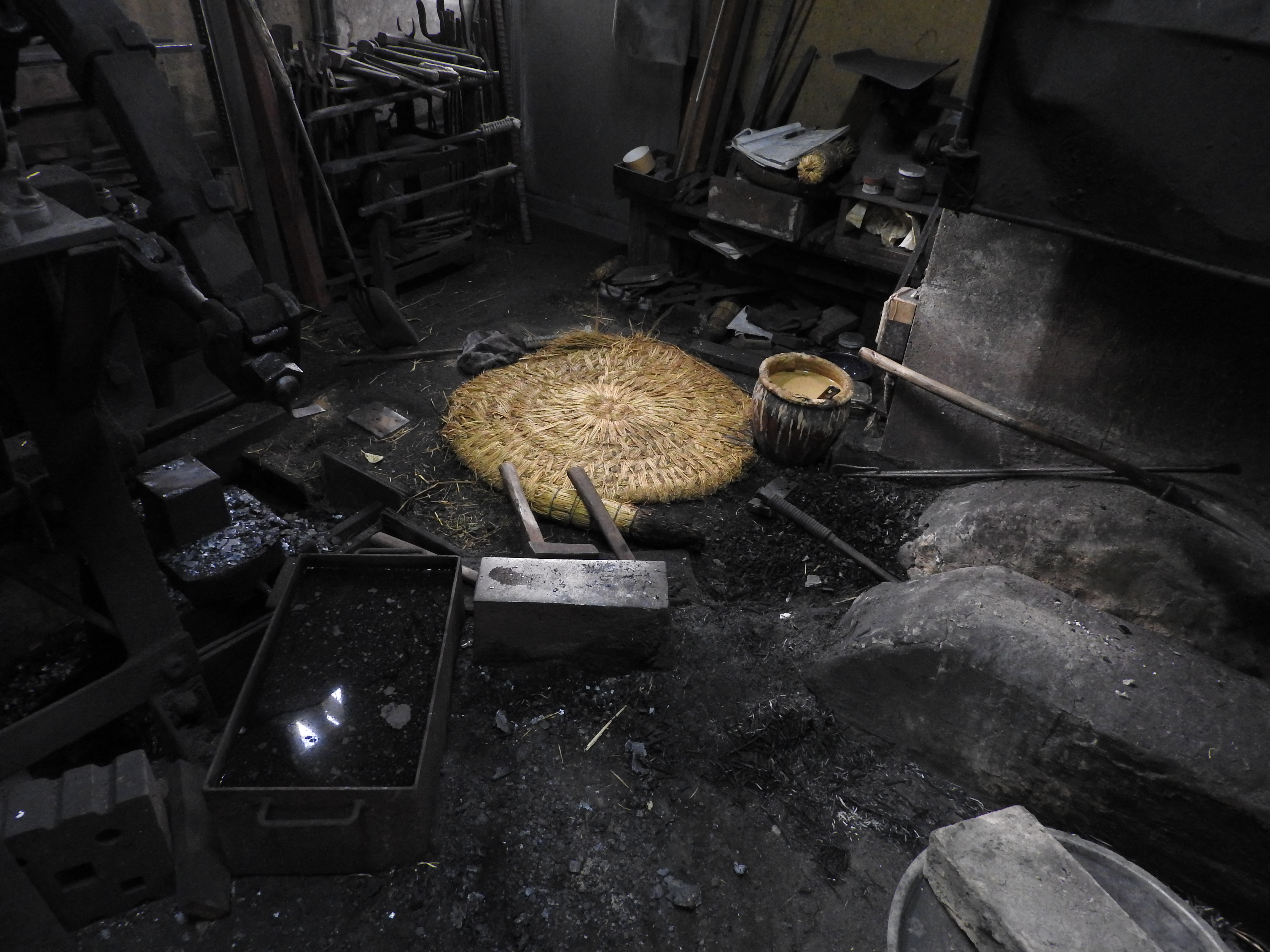
Fragua de un herrero de sables japoneses.
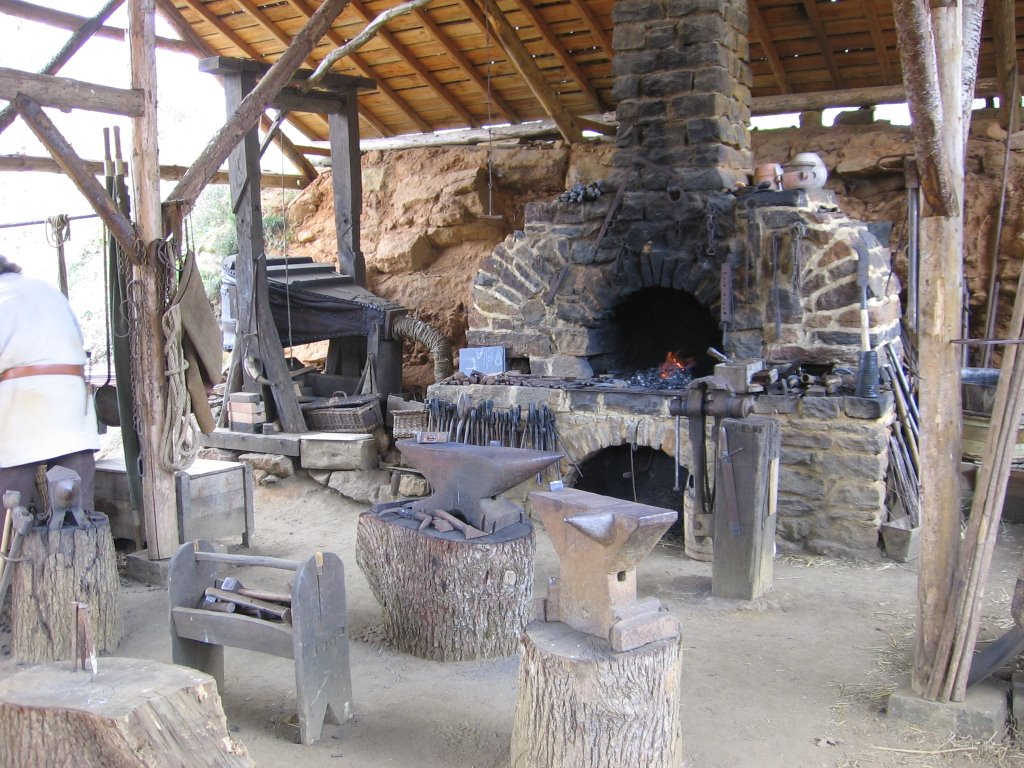
Fragua del chantier medieval de Guédelon.
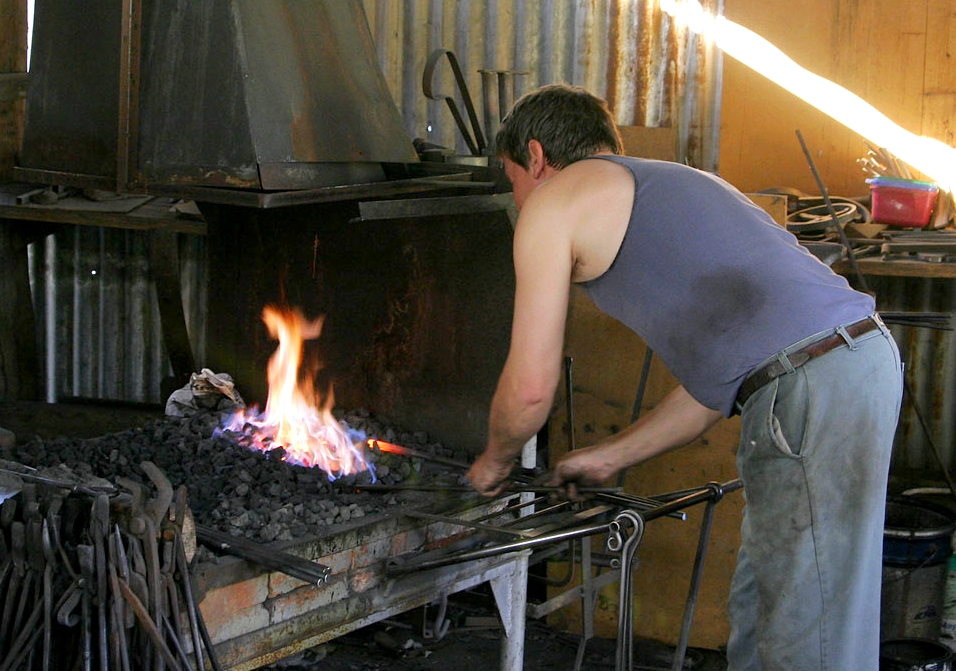
Fragua artesanal en Australia (siglo XX).
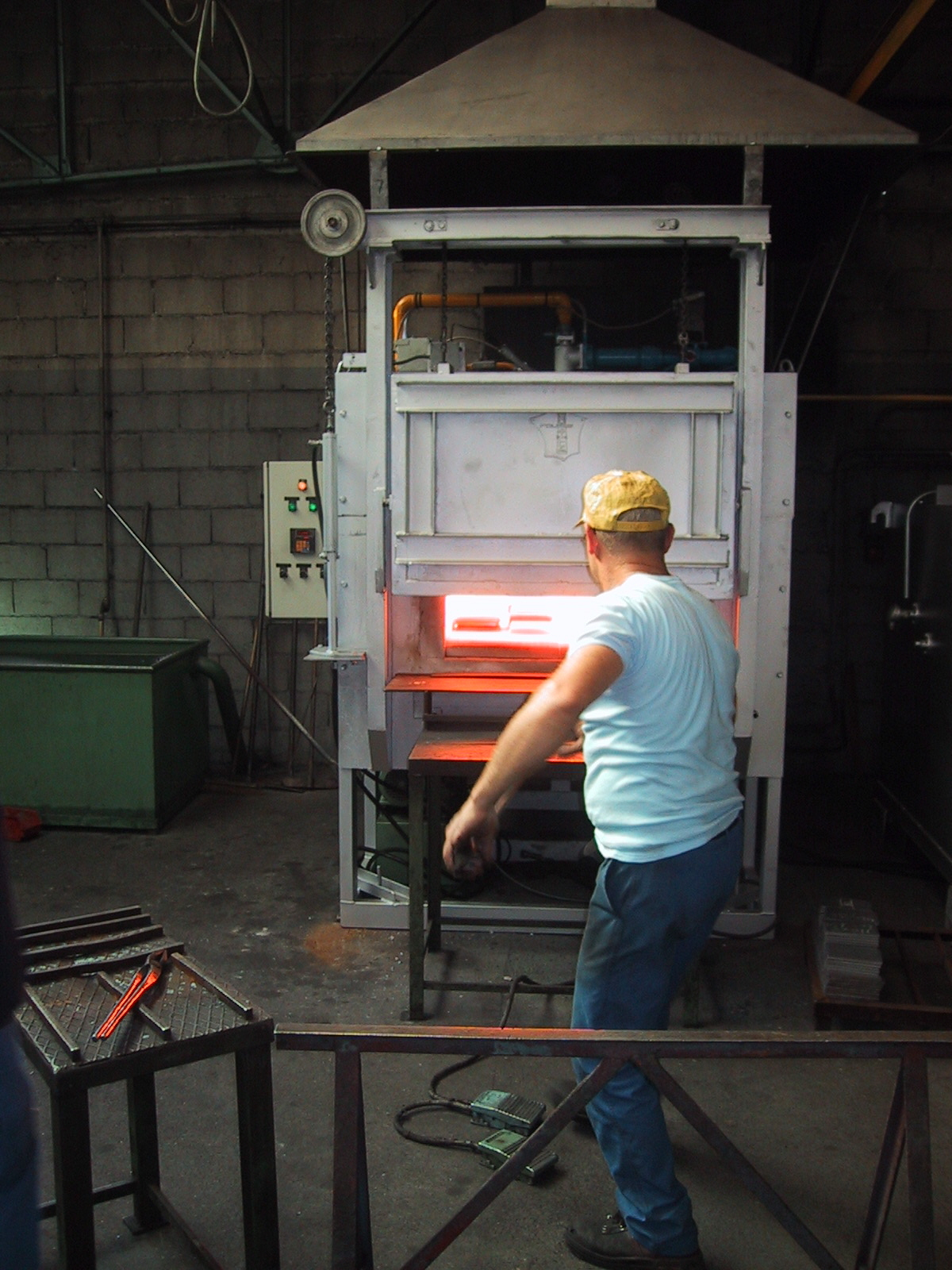
Fragua industrial.

Antiguamente la técnica era ejecutada a golpes de martillo. El metal era calentado en el fogón, cogido con la ayuda de unas tenazas de fogón y sobre el yunque, donde era golpeado por el herrero.

Las herramientas a disposición del herrero son pinzas, martillos, masas, tijeras, punzones, tenazas, cepillos, zarpas y otras herramientas para trabajar el metal. El herrero es capaz de fabricar él mismo sus propias herramientas según sus necesidades, en materiales como hierro, acero, bronce, etc. Asimismo se utilizan uno donde varios yunques y un barreño de agua empleado para enfriar rápidamente el hierro al rojo vivo, y así templar (endurecer) la pieza forjada.

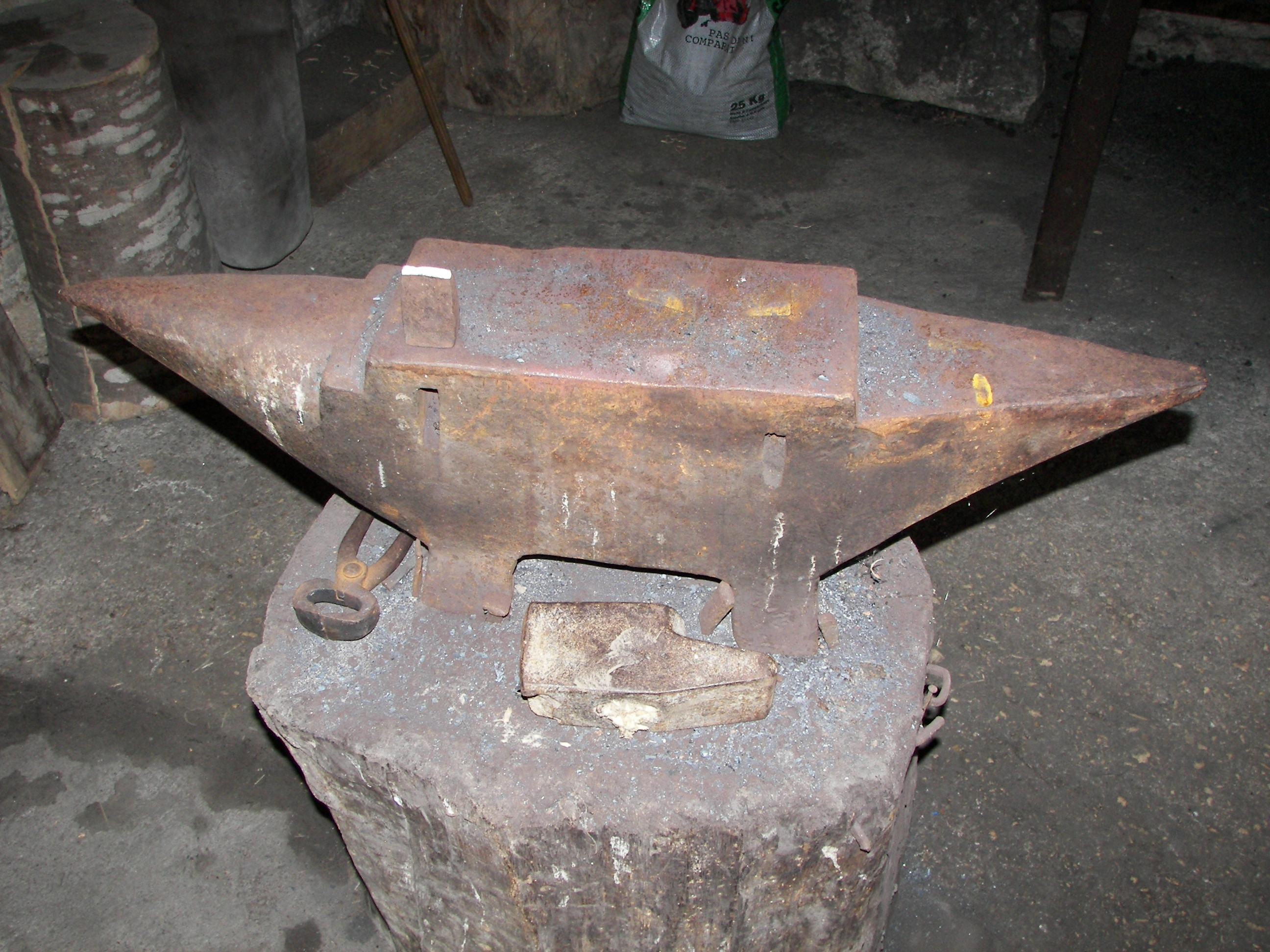
Yunque.
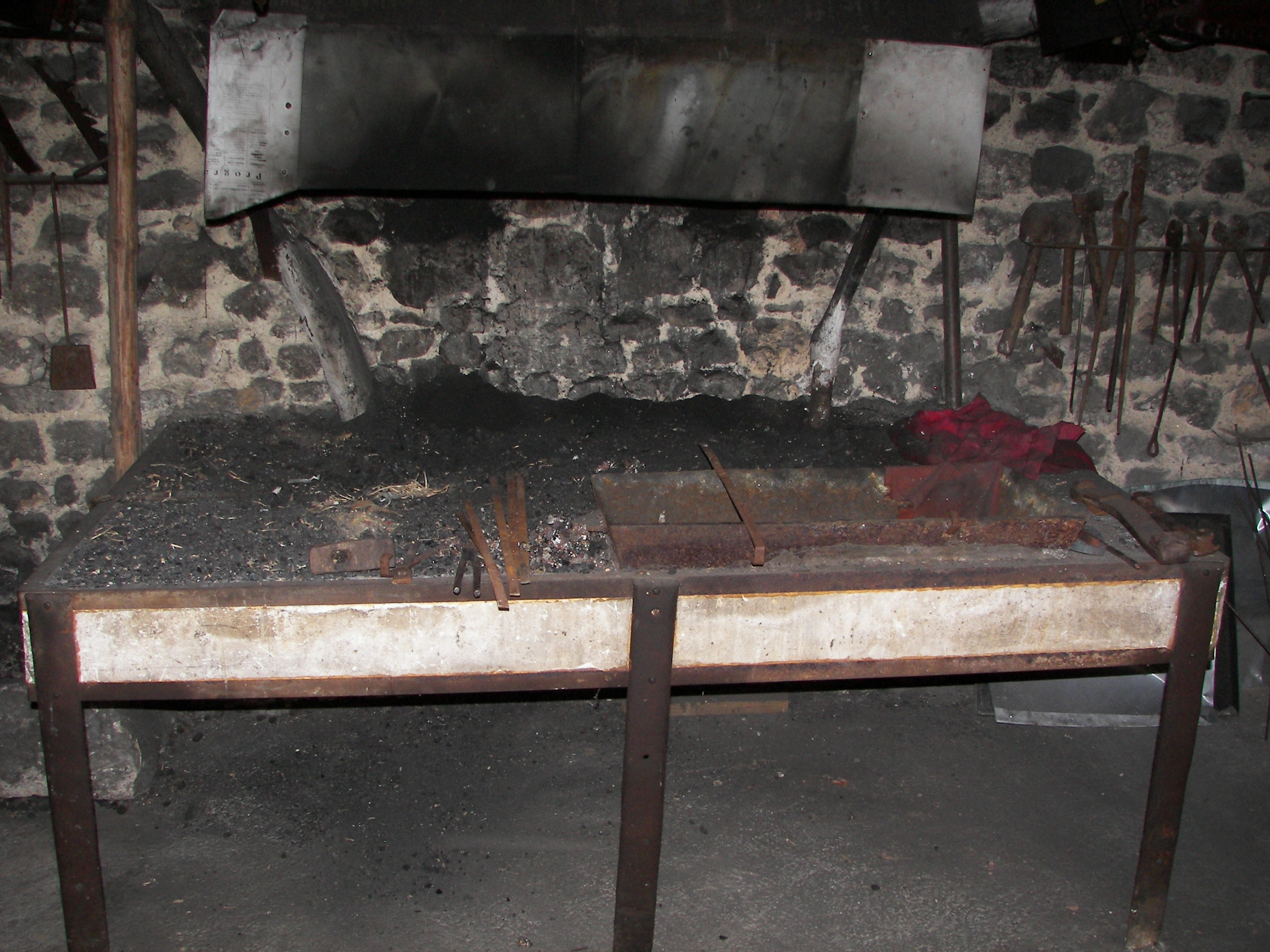
Chimenea.
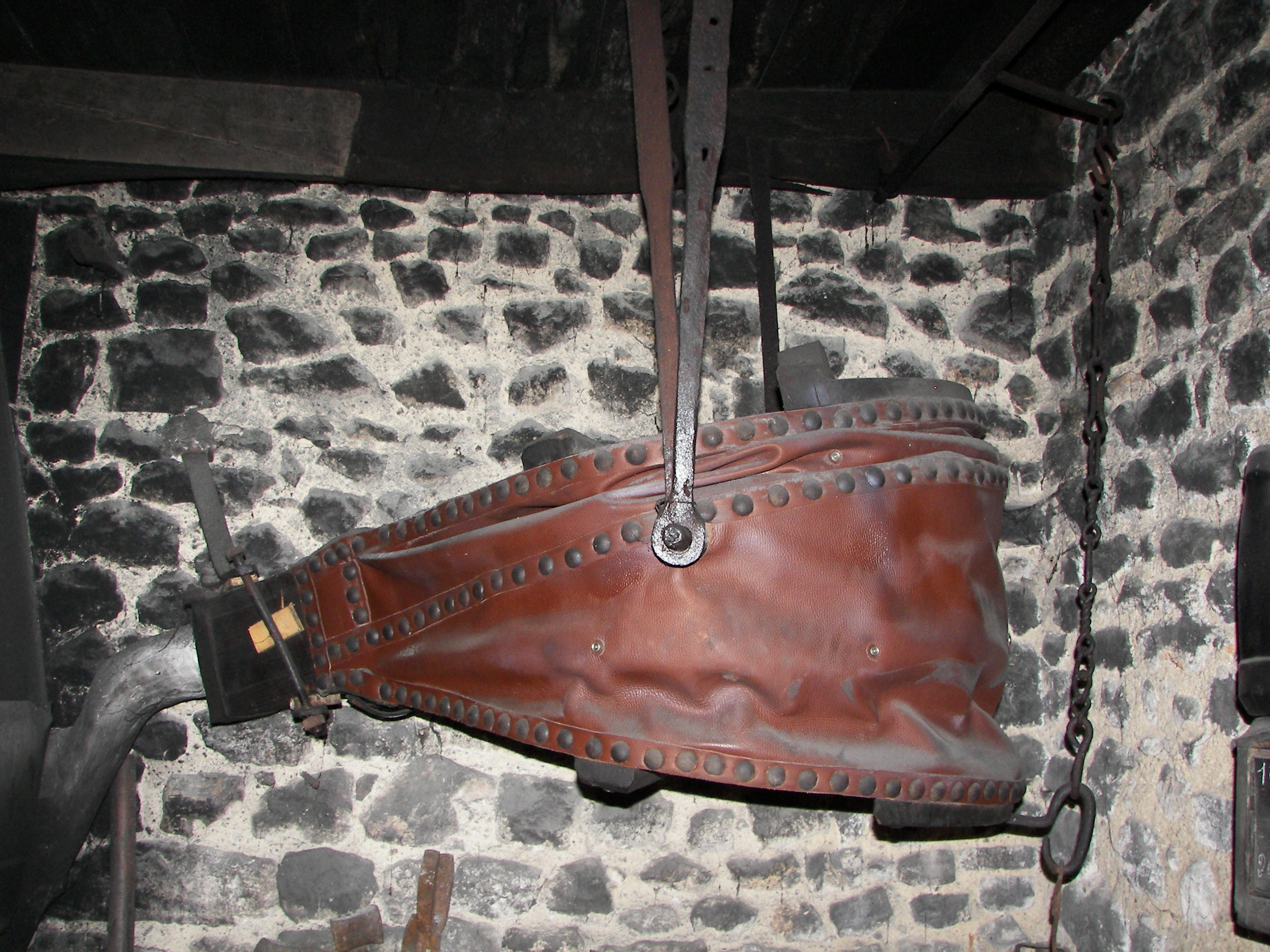
Fuelle de forja.
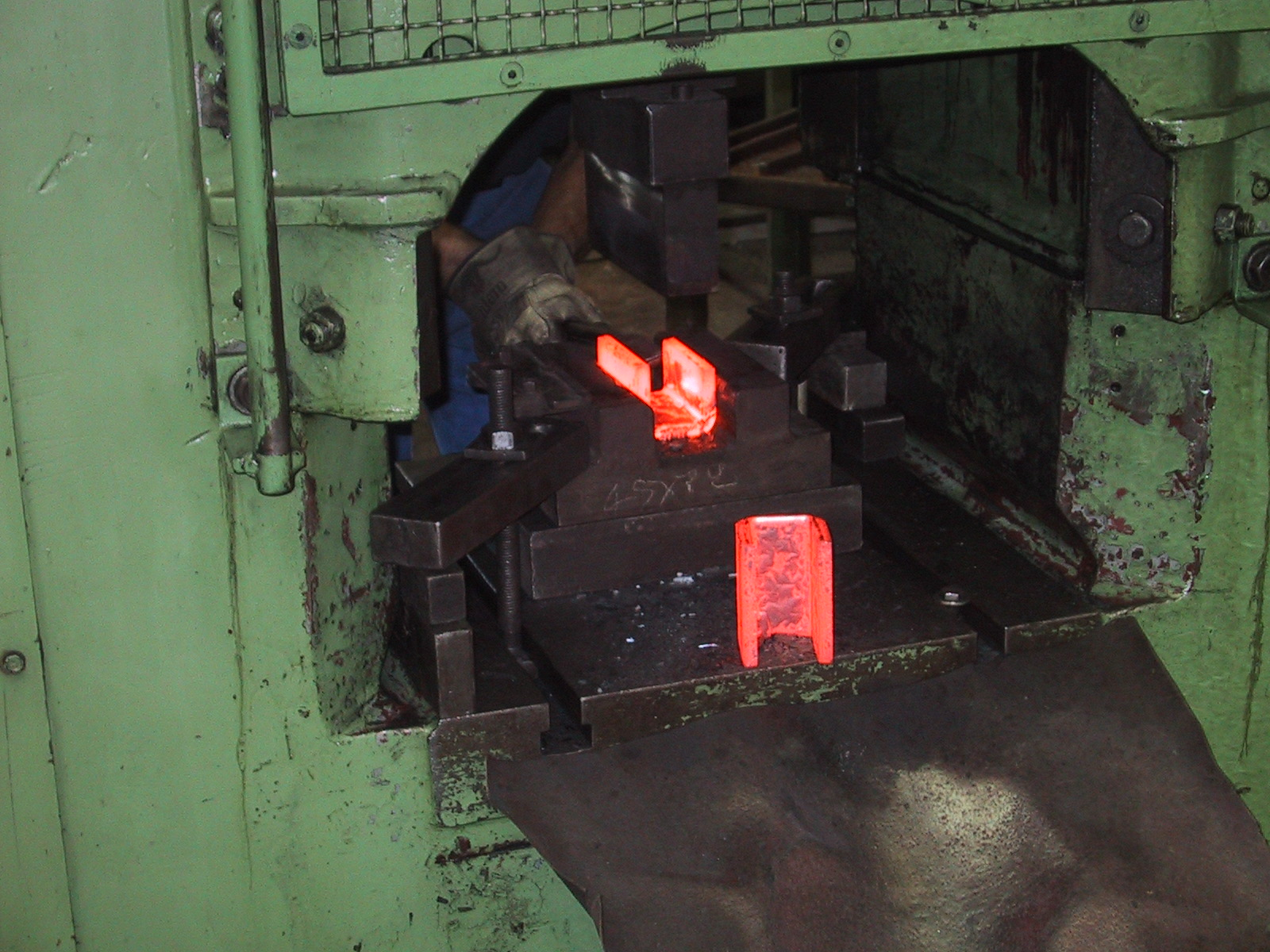
Matriz de forja industrial.

En el caso de objetos producidos en serie, se utilizan matrices.
Una vez obtenida la forma final, la pieza es generalmente sometida a tratamientos térmicos permitiendo controlar el endurecimiento o el revenido de la pieza en función de su uso.

## Impacto ambiental
Desde la antigüedad, la metalurgia y las fraguas han tenido un impacto medioambiental importante, con las minas, el transporte y la preparación de los minerales por la montaña, los residuos a veces ricos en metales pesados, minerales tóxicos o también metaloides tóxicos, vía la emisión de vapores tóxicos (por el refinamiento del plomo y del mercurio) y sobre todo (antes la aparición del carbón) con un gran consumo de bosque y carbón de madera, que ha contribuido a disminuir y degradar numerosos bosques próximos a las fraguas.